# تاكاو كوندو
تاكاو كوندو (باليابانية: 近藤孝男؛ بالكانا: こんどう たかお) هو أحيائي ياباني، ولد في 1948 في كارييا في اليابان.